# Koglhof
Koglhof è una frazione di 1 103 abitanti del comune austriaco di Birkfeld, nel distretto di Weiz, in Stiria. Già comune autonomo, il 1º gennaio 2015 è stato aggregato a Birkfeld assieme agli altri comuni soppressi di Gschaid bei Birkfeld, Haslau bei Birkfeld e Waisenegg.